# لؤی الاتاسی
لؤی الاتاسی (بالعربی: لؤی الأتاسی) (۱۹۲۶ – ۲۴ نوامبر ۲۰۰۳)، الاتاسی یکی از رئیس جمهورهای سوریه که در زمانی اندک از ۲۳ مارس ۱۹۶۳ تا ۲۷ ژوئیه ۱۹۶۳ رئیس جمهور سوریه بوده‌است.

## زندگی
از یک دانشکده نظامی در حمص در سال ۱۹۴۸ میلادی فارغ‌التحصیل شد، و بعد از آن در دانشکده ارکان جنگ‌های عربی تحصیلات خود را ادامه داد. الاتاسی در جنگ ۱۹۴۸ شرکت داشت و همچنین رهبر یک از یگان‌ها ارتش سوریه را نیز به عهده داشت. الاتاسی در این جنگ یک انگشت خود را از دست داد.

### رئیس جمهوری
در ۲۳ مارس ۱۹۶۳ منصب رئیس جمهوری را به عهده گرفت که با کودتای شکست خورده‌ای که پی ریزی کرد در ۲۷ ژوئیه ۱۹۶۳ مجبور به استعفا شد.

## خانواده
او سه فرزند داشت:
- سامی.
- ندا.
- نهی.